# Wehrmachtslokomotive D 311
Die Wehrmachtslokomotive D 311 war eine Diesellokomotive der deutschen Wehrmacht für den Einsatz mit den schweren Geschützen vom Typ Gustav bzw. Dora. Von dieser Baureihe wurden 1939 von dem Konsortium F. Krupp/Siemens-Schuckert (SSW) insgesamt acht Fahrzeughälften für die Wehrmacht beschafft.
Obwohl sie Eigentum der Wehrmacht waren, war dies nicht direkt an den Lokomotiven vermerkt, vielmehr war die dort aufgebrachte Kennzeichnung Deutsche Reichsbahn, eine Zeile darunter Essen, gefolgt von Fried. Krupp A.G. In der vierten Zeile befand sich das Loknummernschild, darunter die Angabe Heimatbahnhof Essen.
Nach dem Zweiten Weltkrieg wurden die verbliebenen Exemplare bei der Deutschen Bundesbahn als Baureihe V 188, ab 1968 als Baureihe 288 geführt.

## Konstruktion
Die Wehrmachtslokomotiven D 311 waren als dieselelektrische Doppellokomotiven mit jeweils den Halbeinheiten a und b ausgeführt.
Die Kraftübertragung vom Motor erfolgte über einen zwischengeschalteten Generator mit Kabelverbindungen zu den elektrischen Fahrmotoren an jeden der je vier Radsätze pro Halbeinheit. Die Achsfolgebezeichnung war dementsprechend „Do+Do“. Die Maschinen verfügten ursprünglich über 940 PS (entspricht 691 Kilowatt) Motorleistung je Fahrzeughälfte und waren für Geschwindigkeiten bis 75 Kilometer pro Stunde zugelassen. Die Steuerungen beider Loks waren elektrisch gekoppelt und wurden von dem jeweils vorausfahrenden Führerstand aus bedient. Die Gesamtmasse beider Fahrzeughälften zusammen betrug 147 Tonnen.
Die beiden Einheiten waren mit einer Kurzkupplung verbunden. Die beiden mittleren Achsen waren seitenverschiebbar gelagert.
Die Lokomotiven waren mit einer besonderen Spitzen- und Schlusslicht-Signalanlage ausgestattet, die es erlaubte, in jedem Einsatzland die dort üblichen Lichtsignale zu schalten (z. B. vorne zwei oder drei Lichter). Während des Verschubes der auf den zwei parallelen Gleisen der Schießkurve rollenden 80-cm-Geschütze konnte an den jeweils hinteren Lokomotiven auf je nur ein rotes Schlusslicht umgeschaltet werden, womit ein Schienenfahrzeug auf nur einem Gleis mit zwei roten Schlusslichtern angezeigt wurde.
Die D311 waren bei der Ablieferung in Wehrmachts-üblichem Schwarzgrau /Ral 7021 gehalten, das später auch für alle weiteren Neulieferungen (Kriegsloks) und Haupt-Ausbesserungen bei Lokomotiven der Reichsbahn zur Anwendung kam. Es wurden im Einsatz auch Tarnanstriche auf den grauen Grundlack aufgebracht. So ist ein Wintertarnanstrich („Walli“) durch Bilder aus dem „Dora“-Einsatz in Sewastopol verbürgt. Sommertarnanstriche sind entsprechend dem Standard der entsprechenden Tarn- und Lackiervorschrift denkbar, aber bislang sind hierzu keine Bilddokumente bekannt.
Nach der Aufarbeitung bei der DB trugen die im Betrieb verbliebenen zwei Loks (eine weitere war als Ersatzteilspender erhalten, die letzte war im Krieg verschollen, vermutlich zerstört) den bei der DB dann üblichen Anstrich in Flaschengrün (Ral 6007). Später erhielten die Loks je eine Anstricherneuerung im Rahmen einer weiteren HU im dann bei Dieselloks üblichen Anstrich in Purpurrot Ral 3004.

## Verwendung
Die „D 311“ waren dafür vorgesehen, die ihnen zugeordneten Eisenbahngeschütze in die speziell für diese angelegten Stellungen zu bringen sowie sie zum Richten der Waffe auf der sogenannten Schießkurve zu positionieren und daneben mit elektrischer Energie zu versorgen. Die tatsächliche Anzahl von Einsätzen hierfür war sehr klein, da nur das sogenannte Dora-Geschütz, eines von zwei 80-cm-Geschützen, zu einem einzigen Kampfeinsatz bei der Beschießung der Festung Sewastopol auf der Krim kam. Ansonsten wurden nur noch Demonstrationsschießen durchgeführt, ein weiterer Einsatz der zwar von Adolf Hitler geliebten, aber militärisch wenig sinnvollen Riesengeschütze wurde durch die Verantwortlichen der Wehrmacht nicht veranlasst. Die Lokomotiven D 311.05/06 waren bei Krupp schon in der Produktion, wurden bei einem Bombenangriff aber zerstört.
Nach Ende des Zweiten Weltkrieges wurden die D 311.03 und 04 als Baureihe V 188 bzw. ab 1968 als Baureihe 288 sowie die D 311.02 als Ersatzteilspender in den Bestand der Deutschen Bundesbahn übernommen. D 311.03 war 1946 in Freilassing abgestellt. Im September wurde die Aufarbeitung beschlossen und ab Januar 1948 bei Krauss-Maffei in München begonnen. Im Juni 1949 wurden die ersten Probefahrten unternommen.
Die D 311.04 wurde 1945 in den Niederlanden aufgefunden. Versuche der Nederlandse Spoorwegen die Lok aufzuarbeiten scheiterten jedoch. 1949 wurde sie an die Deutsche Bundesbahn verkauft und von September 1950 bis November 1951 ebenfalls bei Krauss-Maffei hergerichtet. Die D 311.02 stand bei Kriegsende bei Krupp und war durch Bombentreffer beschädigt worden. Auch sie wurde 1951 von der Deutschen Bundesbahn gekauft. Eine vorgesehene Aufarbeitung unterblieb nach ersten Betriebserfahrungen mit den beiden anderen Lokomotiven und sie wurde lediglich als Ersatzteilspender herangezogen.
Bei den für den Schiebedienst hergerichteten Fahrzeugen gab es erhebliche Ausfälle, so dass sie 1954 zunächst ungenutzt abgestellt wurden. Ab 1955 wurden zunächst bei der V 188 002 die beiden 940-PS-Motoren durch 1100-PS-Motoren (entsprechend je 808 Kilowatt) ersetzt, die von Maybach für die Baureihe V 200.0 entwickelt worden waren. Da aber noch ein passendes Getriebe entwickelt werden musste, wurde die Lok erst 1957 fertiggestellt. Die Lok war nach dem Umbau wesentlich zuverlässiger und bewährte sich im Betrieb mit schweren Güterzügen, so dass auch bei der V 188 001 1957/1958 ein neuer Motor eingebaut wurde.
Die für den militärischen Einsatz konzipierten Lichtanlagen wurden bei beiden Maschinen auf die Standard-Lichtsignale zurückgebaut. Der Anstrich wurde dem purpurroten Farbschema der Neubauloks angepasst, ferner erfolgten während der restlichen Betriebszeit noch mehrfache Anpassungen, beispielsweise an der Druckluftbremse und der Heizeinrichtung.
Die beiden Exemplare der Baureihe 288 wurden von den Bahnbetriebswerken Gemünden und Bamberg eingesetzt. Die 288 001 erlitt 1969 einen Rahmenbruch und wurde 1970 verschrottet. Die 288 002 wurde 1972 ausgemustert und wurde 1973 bei der Firma Layritz in Penzberg verschrottet, nachdem sich ein Verkauf nach Italien zerschlagen hatte.